# 궈신이
궈신이(중국어: 郭信驿, 병음: Guo Xinyi, 한자음: 곽신역, 1995년 6월 29일 ~ )은 중화인민공화국의 바둑 기사이다. 산시성 시안시 출신으로 중국기원 소속의 5단이다.

## 경력
산시성 시안시에서 태어난 궈신이는 2009년 프로 바둑에 입단했다. 2011년 2단으로 승단했고, 2012년 제1회 바이링배 통합 예선에서 출전하여 리화쑹에게 패배하여 탈락했다. 2014년 제2회 바이링배 예선(아마추어 허양에게 승리를 거뒀지만 저우허양에게 패배)과 제19회 LG배 세계기왕전 통합 예선(퉁위린에게 패배)에 각각 참가했지만 탈락했다.
2015년 제2회 몽백합배 세계 바둑 오픈전 통합 예선(왕스이에게 패배)에 참가했고, 2016년 제3회 바이링배 예선(리슈취안과 추이차오를 차례로 이겼지만 퉁멍청에게 패배)과 제1회 신아오배 세계바둑오픈 통합 예선(고이케 요시히로와 웨이이보에게 승리했지만 우광야에게 패배)에 각각 참여했고 2018년에 5단으로 승단했다.
2019년 제24회 삼성화재배 월드 바둑마스터스 예선을 통과하여 본선 32강에 진출했지만 서봉수에게 패해 탈락했다.